# 莫馬區 (俄羅斯)
66°27′N 143°13′E / 66.450°N 143.217°E
莫馬區（俄语：Момский район），是俄羅斯的一個區，位於該國東部，由薩哈共和國負責管轄，始建於1931年5月20日，面積104,600平方公里，2010年人口4,452，人口密度每平方公里0.04人。